# Jesse Malin
Jesse Malin (Flushing, Queens, Nova York, 26 de gener de 1968) és un cantant, compositor i músic de rock estatunidenc que ha format part de diverses bandes, com ara Heart Attack o D Generation. Actualment segueix la seva carrera en solitari.

## Biografia
Jesse Malin va iniciar la seva carrera musical als 12 anys com a líder de la banda de hardcore Heart Attack de Nova York. Després de la desaparició de la banda el 1984, va participar en diversos projectes, incloent-hi la banda Hope, abans d'unir-se a D Generation, grup de glam punk del qual va ser cantant solista durant vuit anys. Amb D Generation va editar tres àlbums, entre els quals s'inclou No Lunch, abans de la seva dissolució l'abril del 1999.
Malin no va deixar de compondre i va engegar dos nous projectes, PCP Highway (amb Howie Pyro i Joe Rizzo, ex companys seus de D Generation) i Bellvue (també anomenat Tsing-Tsing durant un temps breu), grup amb el qual va publicar un àlbum, To Be Somebody, amb el segell discogràfic Goldenseal Records. L'àlbum inclou versions de cançons, com "Solitaire", "Basement Home", "Brooklyn" o "Downliner", que recuperaria més tard per als seus dos primers àlbums en solitari.

### Carrera en solitari
Els dos anys següents va treballar en un so fresc en què es detectava la seva condició de fan de Neil Young, Tom Waits i Steve Earle. L'ex líder de Whiskeytown, Ryan Adams, amic de Malin des dels temps de D Generation, va quedar impressionat amb el nou material i es va oferir a produir-li l'àlbum de debut, tot i que no havia produït mai cap disc anteriorment. El gener del 2001 van començar a enregistrar l'àlbum, que van enllestir en sis dies, als Loho Studios de Nova York. Poc després, Malin va signar un acord amb Artemis Records. The Fine Art of Self Destruction va aparèixer al Regne Unit l'octubre del 2002; el primer single, "Queen of the Underworld" va tenir un èxit moderat i la premsa britànica va aclamar ràpidament l'àlbum de debut com un dels millors de l'any. Als Estats Units, The Fine Art of Self-Destruction es va editar finalment el gener del 2003.
El disc va anar seguit d'una gira tant pels Estats Units com pel Regne Unit. A més a més, Malin va aportar la seva contribució a dos àlbums de versions. Primer va enregistrar "Hungry Heart" per a l'àlbum benèfic Light of Day: A Tribute to Bruce Springsteen i després va gravar una versió de la cançó "Death or Glory" de The Clash per a l'àlbum de tribut White Riot Vol. 2: A Tribute to The Clash. També va obtenir una nominació al premi Shortlist Music Prize.
El novembre del 2003 va tornar a l'estudi a gravar les cançons del seu segon àlbum, The Heat, que es va publicar el juny del 2004, seguit d'una sèrie de concerts a ambdós costats de l'Atlàntic.
Amb el sobrenom "Irving Plaza", va formar el grup The Finger juntament amb Ryan Adams i Johnny T (com a "Warren Peace" i "Jim Beahm" respectivament). Van editar dos EP que van recopilar posteriorment a l'àlbum We Are Fuck You.
El 20 de març del 2007 es va editar l'àlbum Glitter in the Gutter, que inclou una versió de The Replacements, "Bastards of Young", i el duet amb Bruce Springsteen "Broken Radio" del qual es va produir el videoclip corresponent.
El segell discogràfic One Little Indian va editar al Regne Unit un disc amb cançons dels àlbums anteriors de Jesse Malin enregistrades en directe als Gigantic Recording Studios de Nova York el novembre del 2007. El títol d'aquest àlbum, Love It To Life, el va tornar a utilitzar el 2010 com a títol d'un àlbum amb temes nous.
El 7 d'abril del 2008 va publicar On Your Sleeve, un àlbum de versions de cançons de The Ramones, Sam Cooke, Neil Young o The Hold Steady, entre d'altres, així com una gravació en directe del clàssic "Everybody's Talkin'" de Fred Neil, tema habitual als seus concerts.
El 2010, va formar una banda anomenada Jesse Malin and the St. Mark's Social i va editar un nou àlbum titulat Love It To Life. Va treure el títol, que s'havia utilitzat anteriorment al Regne Unit el 2007 per a una edició de temes en directe, d'una cita de Joe Strummer. Amb un enfocament més rocker, el primer senzill de l'àlbum va ser "Burning The Bowery", seguit d'"All The Way From Moscow". La revista Paste Magazine s'hi va referir com a "el millor àlbum de la seva carrera".
Malin va exercir de jutge a la 9a edició dels premis anuals The Independent Music Awards.
El desembre del 2010 va formar, juntament amb membres de Green Day, la banda Rodeo Queens, amb la qual van enregistrar la cançó "Depression Times".
D Generation es va reunir el 2011 i segueix actuant en directe esporàdicament.
Actualment, Jesse Malin és copropietari de diversos bars i locals musicals de l'East Village de Nova York, entre els quals s'inclouen el Bowery Electric i el Niagara.

## Discografia

### Discos en solitari
- 2000: 169 (EP)
- 2002: The Fine Art of Self Destruction
- 2003: The Wendy EP (EP)
- 2004: The Heat
- 2007: Glitter in the Gutter
- 2007: Love It To Life (àlbum en directe, diferent de l'àlbum en estudi amb el mateix títol publicat el 2010)
- 2008: On Your Sleeve
- 2008: Mercury Retrograde
- 2010: Love It to Life
- 2015: New York Before The War
- 2015: Outsiders

### Singles en solitari
- 2003: Queen of the Underworld
- 2003: Wendy
- 2003: Happy Holidays 2003
- 2003: Messed Up Here Tonight
- 2004: Mona Lisa
- 2007: Tomorrow, Tonight
- 2007: Don't Let Them Take You Down
- 2007: Broken Radio
- 2008: In the Modern World
- 2015: Addicted
- 2015: Hardcore Feeling

### Col·laboracions
- 2001: To Be Somebody (Bellvue)
- 2002: Toxic Lullabies: 1980-1984 (Heart Attack)
- 2002: We Are Fuck You (The Finger, amb Ryan Adams)
- 2007: Broken Radio (amb Bruce Springsteen)
- 2010: Depression times (Rodeo Queens, amb Green Day)